# Tmesisternus bruijnii
Tmesisternus bruijnii là một loài bọ cánh cứng trong họ Cerambycidae.